# Carlo Maria Giulini
Carlo Maria Giulini (9. května 1914 – 14. června 2005) byl italský dirigent. Narodil se ve městě Barletta, avšak vyrůstal v Bolzanu, které tehdy patřilo k rakouskému území. Ve svých pěti letech se začal věnovat hře na housle. V roce 1940 vyhrál v dirigentské soutěži, díky níž měl dirigovat orchestr svaté Cecilie, avšak krátce před koncertem byl povolán do armády. Je držitelem řady ocenění, mezi které patří například cena Grammy.